# Francisco Serrão
Francisco Serrão (... – Ternate, 1521) è stato un esploratore portoghese cugino di Ferdinando Magellano.
Durante il suo viaggio del 1512 divenne il primo europeo a navigare più ad est di Malacca attraverso Indonesia e Indie Orientali. Divenne amico del sultano Bayan Sirrullah, regnante di Ternate, diventandone il consigliere personale. Rimase a vivere a Ternate dove morì quasi contemporaneamente a Magellano.

## Viaggio nelle Indie
Serrão fu il capitano di una delle tre navi (e secondo in comando dell'intero gruppo sotto Antonio de Abreu) mandate da Malacca da Alfonso de Albuquerque alla ricerca delle isole delle spezie di Banda a Maluku nel 1511. Banda era l'unica fonte al mondo di noce moscata, una spezia usata per profumare, in medicina e per la conservazione, molto costosa nei mercati europei. I portoghesi tentarono di dominarne la fonte, piuttosto che affidarsi ai commercianti arabi che la vendevano ai Veneziani per prezzi esorbitanti.
Piloti malesi guidarono la spedizione ad est attraverso Giava e lungo le Piccole Isole della Sonda prima di virare a nord fino a Banda tramite Ambon. Mentre la nave di Serrão era attraccata a Gresik su Giava, sposò una donna giavanese e la portò con sé nel resto della spedizione. Nel 1512 la sua nave naufragò ma riuscì a raggiungere l'isola di Luco-Pino (Hitu), a nord di Ambon. La spedizione rimase a Banda per circa un mese, acquistando e riempiendo le navi di noce moscata e di eugenia caryophyllata, della quale Banda gestiva un fiorente commercio. Serrão partì da Banda su una giunca cinese acquistata da un commerciante del posto per sostituire la nave che aveva perso. D'Abreu di diresse ad Ambon mentre Serrão partì verso le Molucche.
Con un equipaggio composto da nove portoghesi e nove indonesiani la nave affondò a causa di una burrasca schiantandosi su una barriera corallina al largo di una piccola isola. Il tentativo di ricongiungersi alla nave di D'Abreu fallì a causa della tempesta, e la nave di Serrão rimase bloccata a Ternate. Quando gli abitanti dell'isola, famosi per saccheggiare le barche naufragate, avvistarono il relitto da una nave, l'equipaggio di Serrão sembrò loro essere disarmato e indifeso ma ricco. All'arrivo dei razziatori i portoghesi attaccarono e presero il controllo di nave ed equipaggio. Raggiunsero Ambon, dove sbarcarono su Hitu.
L'armatura, i moschetti e le armi di precisione di Serrão impressionarono i potenti capi di Hitu che stavano combattendo contro Luhu, il principale insediamento della penisola di Hoamal su Ceram nei pressi di Hitu. I portoghesi furono ben accolti in quanto compratori di cibo e spezie nel corso di una crisi del commercio delle spezie, dovuta al calo di navigatori giavanesi e malesi dopo i conflitti del 1511 a Malacca. I visitatori furono assoldati come alleati militari, ed i successi che ne seguirono giunsero alle orecchie dei vicini di Ternate e Tidore, i quali mandarono emissari per chiedere l'aiuto dei visitatori.
Sostenendo il territorio del Sultanato di Ternate, roccaforte portoghese, Serrão si mise a capo di un gruppo di mercenari portoghesi al servizio del sultano dell'isola Bayan Sirrullah, uno dei due sultani in lotta per il controllo del commercio delle spezie. Divennero ottimi amici ed il sultano nominò Serrão suo consigliere personale su ogni argomento, comprese le materie militari e familiari. Essendo stato ben accolto dal sultano, Francisco Serrão decise di restare, non tentando più di fare ritorno a Malacca.

## Vecchiaia
Le lettere di Francisco Serrão a Ferdinando Magellano, portate in Portogallo tramite la Malacca portoghese e che descrivono le 'Isole delle spezie', aiutarono Magellano a convincere il re di Spagna a finanziare la sua circumnavigazione. Prima di incontrarsi, Serrão morì misteriosamente a Ternate quasi nello stesso momento in cui Magellano fu ucciso nelle Filippine. Secondo una teoria Serrão morì avvelenato dal sultano di Ternate. I suoi legami di parentela con Juan Serrano non sono chiari nella storiografia delle spedizioni portoghesi nel Sud-est asiatico. L'unico documento scritto è una lista di nomi di capitani della flotta di Magellano.